# Marjana Sawka

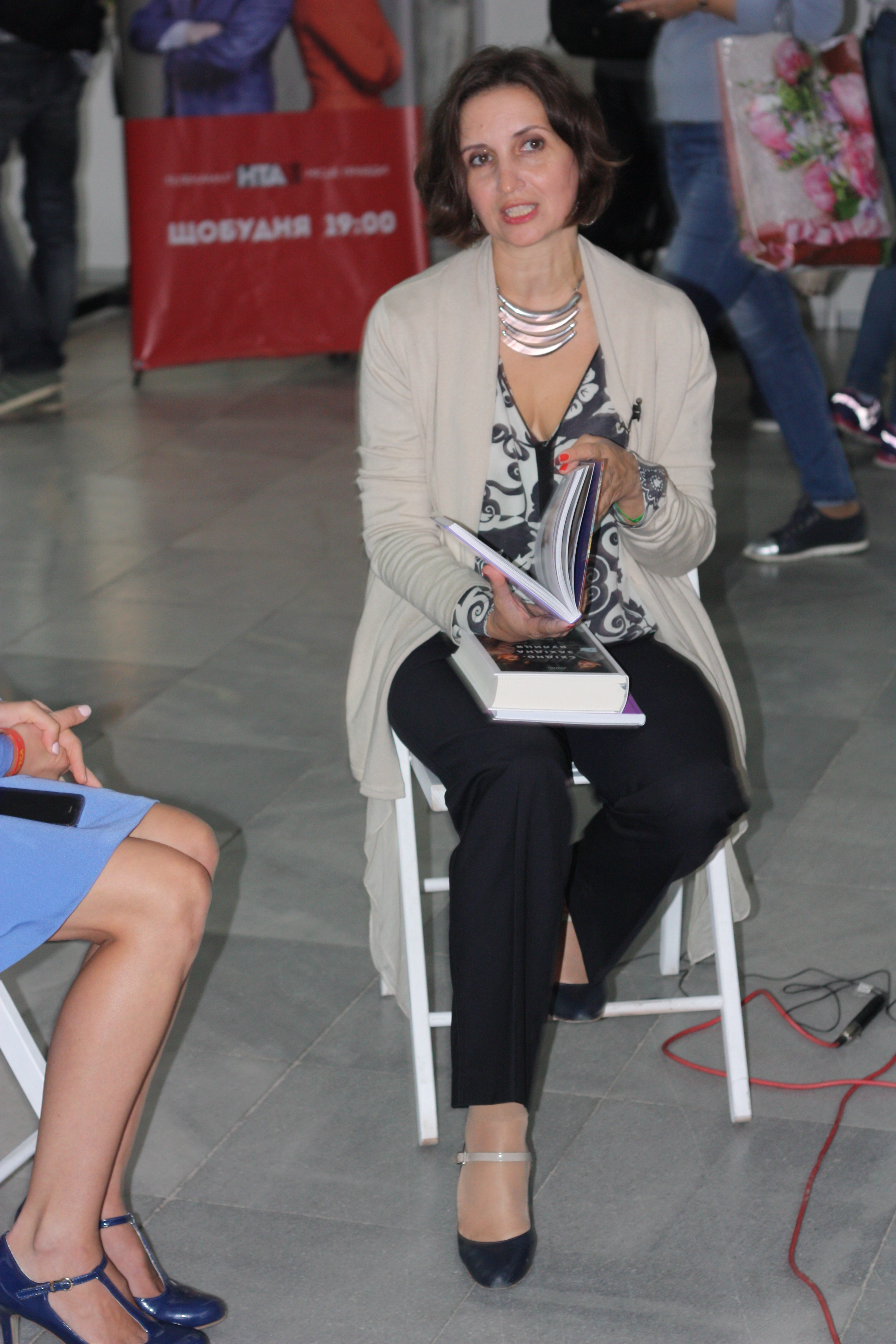
Marjana Sawka

Marjana Orestiwna Sawka (ukrainisch Мар'яна Орестівна Савка; wiss. Transliteration Mar’jana Orestivna Savka; * 21. Februar 1973 in Kopytschynzi, Oblast Ternopil) ist eine ukrainische Dichterin, Kinderbuchautorin, Literaturwissenschaftlerin, Publizistin, Übersetzerin, Bürgeraktivistin, Mitbegründerin und Chefredakteurin/Leiterin des „Verlages des Alten Löwen“ (Видавництва Старого Лева) in Lwiw, Mitglied des Vorsitzes des Zentrums für Erforschung der Kinder- und Jugendliteratur, Vize-Präsidentin des Literaturpreises „Großer Igel“ (Великий Їжак), Mitglied der „Vereinigung Ukrainischer Schriftsteller“ und des „Nationalverbandes ukrainischer Schriftsteller“.

## Biografie
Marjana Sawka wurde als Tochter des Theaterregisseurs, Künstlers und Bürgeraktivisten Orest Sawka und seiner Frau Iryna, einer Musiklehrerin, in Kopytschynzi, Oblast Ternopil geboren. In den Jugendjahren widmete sie sich, den Spuren der Eltern folgend, dem Gesang und Theater. Nach Beendigung der Schule studierte sie in Lwiw ukrainische Philologie. Während des Studiums war sie gemeinsam mit anderen später bekannten Schriftstellerinnen aktives Mitglied der sich mit den Anfangsbuchstaben der Angehörigen abkürzenden Literaturgruppierung junger Frauen MMJUNNA TUGA (Gesellschaft einsamer Graphomaninnen). Nach der ukrainischen Philologie beendete Sawka ein Studium am Les Kurbas-Theater. Anschließend wirkte sie einige Jahre als Nachwuchswissenschaftlerin in der nationalen Stefanyk-Bibliothek Lwiw in der Abteilung zur Erforschung der Periodika sowie als Literaturredakteurin der in den 1990er Jahren in Lwiw erscheinenden Zeitung „Postup“. Seit 2001 wirkt Sawka als Hauptredakteurin und Leiterin des von ihr mitbegründeten „Verlages des Alten Löwen“, der zur FEST-Holding gehört und der neben dem von Iwan Malkowytsch geleiteten Kiewer Verlag „A-ba-ba-ha-la-ma-ha“ zu den beiden wichtigsten ukrainischen Kinderbuch- und jüngst auch allgemeinen Literaturverlagen zählt. Durch die biographisch und beruflich gewachsene Vernetzung ist sie eine der einflussreichen ukrainischen Trägerinnen und Förderinnen der Kultur. Mit ihrem Mann Mykola Scheyko, der mit ihr in der Verlagsleitung arbeitet, hat sie einen im Februar 2015 geborenen Sohn.

## Werk
Als Werkstück ihrer Tätigkeit in der Stefanyk-Bibliothek veröffentlichte Sawka 2002 eine Untersuchung und Bibliographie der ukrainischen Emigranten-Presse in der Tschechoslowakischen Republik der 1920er und 1930er Jahre.
Schwerpunkt von Sawkas Schreiben sind Kinderliteratur und Lyrik. 1995 erschien ihr erster Gedichtband Nackte Flußbette, weitere folgten. Ihre Gedichte erschienen in einer Reihe ukrainischer Literaturzeitschriften und -almanachen sowie in Lyrik-Anthologien. Übersetzungen der Gedichte liegen auf Polnisch, Englisch, Weißrussisch, Russisch und Litauisch vor. 2013 war die Autorin Teilnehmerin beim Internationalen Lyrikfestival Meridian Czernowitz.
Ein Text zum Thema ukrainischer Arbeitsemigrantinnen, die mit ihren Kindern nur über Skype in Kontakt sind, wurde von Kati Brunner ins Deutsche übersetzt. - Zu den Aktivitäten Sawkas als aktive Bürgerin zählt jüngst als Einspruch gegen populistische Änderungen der problematischen Sprachgesetze und gegen die Entfremdung zwischen Ost- und Westukraine die Unterstützung der Ausrufung eines Tages, an dem in Lwiw russisch gesprochen wurde (27. Februar 2014) sowie die Veröffentlichung des Buches von Zoja Kazan aus Odessa in russischer Sprache. Durch Interviews, Gedichte und kurze Notizen auf ihrer Facebook-Seite bzw. in ihrem Blog begleitet sie das gegenwärtige kulturelle und gelegentlich auch das politische und kriegerische Zeitgeschehen. Im Spätsommer 2017 wurde die Verlegerin zur Botschafterin des guten Willens der Vereinten Nationen ernannt.

## Auszeichnungen
- 1998: 1. Preis des Kiewer Verlages Smoloskyp.
- 2002: Preisträgerin des 9. Forum vydavciv L’viv.
- 2003: Internationaler Journalistenpreis Wassyl Stus.

## Veröffentlichungen
- Oholeni rusla [Nackte Flußbette]. Ternopil 1995.
- Maljunky na kameni: virši [Malereien auf Stein: Verse]. Kyïv 1998.
- Hirka mandrahora [Bittere Alraune]. L’viv 2002.
- Ukrains’ka emihracijna presa u Čechoslovac’kij Respubliki (20-30-ti rr. XX st.): Istoryko-bibliohrafične doslidžennja [Die ukrainische Emigranten-Presse in der Tschechoslowakischen Republik der 20er und 30er Jahre des 20. Jahrhunderts: Historisch-Bibliographische Untersuchung]. L’viv 2002.
- [gemeinsam mit Mar’jana Kijanovs’ka] Kochannja i vijna [Liebe und Krieg]. L’viv 2002.
- Čy je v babuïna babusja?: virši dlja maljat [Ob der Pavian eine Großmutter hat?: Verse für Kleine]. L’viv 2003.
- Lapy i chvosty [Pfoten und Schwänze]. L’viv 2005.
- Kvyty cmynu [Kümmelblumen]. L’viv 2006.
- [Gedichte], in: Sučasna ukraïns’ka literatura kincja XX str.-počatku XX st. Kyïv 2006, 116–122.
- Boston-džaz: viziï ta virši [Boston Jazz: Visionen und Verse]. Kyïv 2008.
- Tin’ Ryby [Der Schatten des Fisches]. L’viv 2010.
- Kazka pro Staroho Leva [Märchen vom alten Löwen]. L’viv 2011.
- Pora plodiv i kvitiv: knyha zibranych viršiv [Zeit für Früchte und Blüten. Gedicht-Auswahl]. L’viv 2013.
- Bosonyžki dlja stonyžky. [Sandalen für Tausendfüßler]. L’viv 2015.
- Rodyna abetka [Familienalphabet]. L’viv 2017.
- Optyka boha [Sicht Gottes]. L’viv 2019.

## Übersetzungen
- Eight notes from the blue angel [übersetzt von Askold Melnychuk], in: Arrowsmith: a portfolio of broadsides. Medford, MA 2007.
- Mit Kinderaugen [übersetzt von Kati Brunner], in: Walentyn Berdt/Kati Brunner (Hg.), Skype Mama. Berlin 2013, 139–145.